# Lassigny
 Lassigny  es una población y comuna francesa, en la región de Picardía, departamento de Oise, en el distrito de Compiègne y cantón de Lassigny.

## Demografía
| 769 | 723 | 750 | 844 | 1050 | 1248 |
| Para los censos de 1962 a 1999 la población legal corresponde a la población sin duplicidades (Fuente: INSEE [Consultar]) |     |     |     |      |      |